# Achiam
Ahiam Shoshany conocido como Achiam , (nacido el 10 de febrero de 1916 en Beït-Gan - Israel y fallecido el 26 de marzo de 2005 en París) fue un escultor franco-israelí establecido en la región parisina desde 1947.
Practicó la talla directa sobre diferentes calidades de piedra (habitualmente basalto, granito, serpentina, alabastro) y de madera, así como bronces, con formas muy estilizadas, esencialmente figurativas.